# Speedwriting

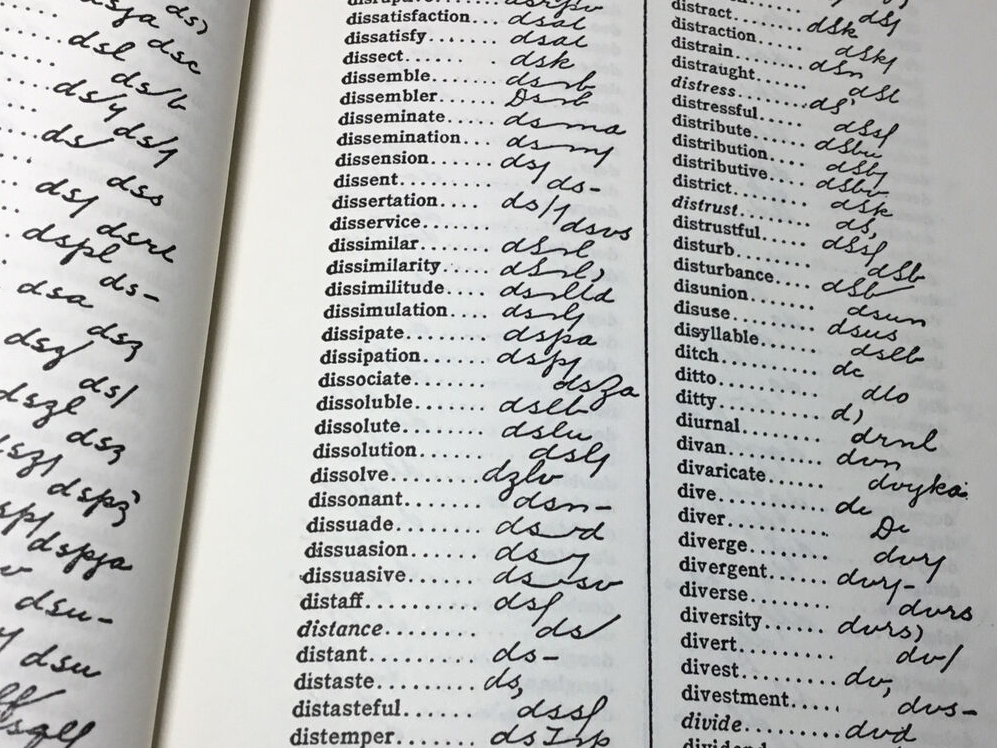
Speedwriting, Version 1951 von Alexander L. Sheff – Auszug aus dem englischsprachigen Wörterbuch

Speedwriting ist eine Abbreviaturschrift, auch Abkürzungsschrift genannt, die verkürzte Buchstaben der herkömmlichen Schreibschrift (Langschrift) verwendet und eine weitere Verkürzung durch eine Vielzahl von Kürzungsregeln erreicht.

## Entstehung
| Zeichen/Buchstabe               | Wort           |
| ------------------------------- | -------------- |
| .                               | the            |
| ·                               | a              |
| +                               | and            |
| v                               | of, have, very |
| f                               | for, if        |
| b                               | by, bye, buy   |
| r                               | are, re-       |
| u                               | you(r)         |
| s                               | is             |
| k                               | can            |
| t                               | it             |
| Strich unter letztem Buchstaben | -ing           |
| Strich über letztem Buchstaben  | -ed            |
| -                               | -ment          |
| a                               | -ate           |
| j                               | g wie in age   |

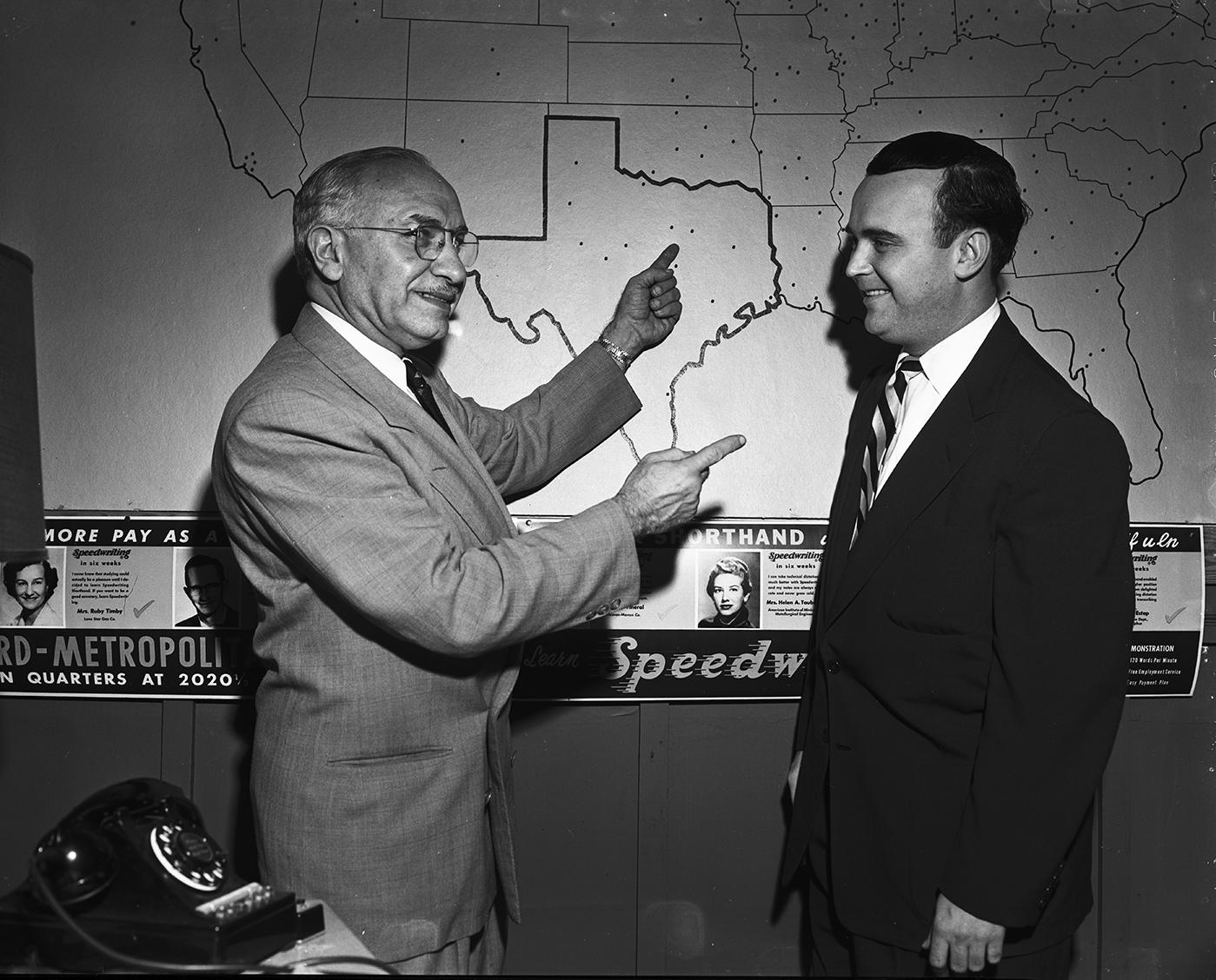
Alexander L. Sheff (links), Bearbeiter von Emma Dearborns System, mit Michael A. Dennis, Präsident der Texas Business University; Sheff zeigt auf Fort Worth, eine von 400 Städten mit einem Speedwriting-Institut. – Aufnahme von 1953

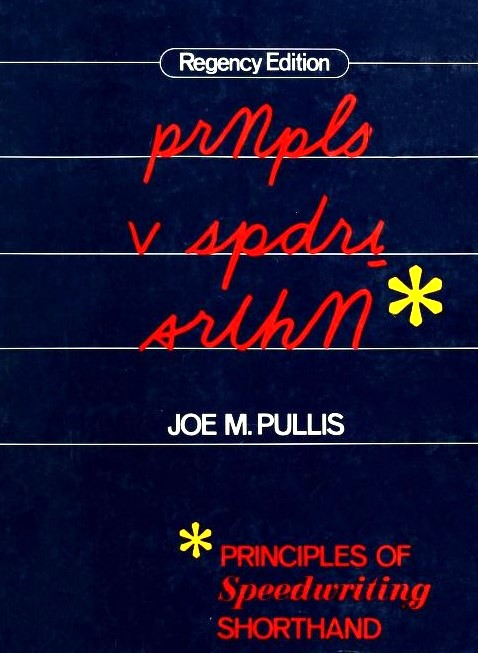
Speedwriting-Überarbeitung von Joe M. Pullis – 1984

Diese Abbreviaturschrift wurde um 1924 von der US-Amerikanerin Emma Dearborn, einer Hochschullehrerin an der Universität Chicago, erfunden. Diese Schriftfassung kann nicht nur mit der Hand, sondern auch mit der Schreibmaschine geschrieben werden, da alle Zeichen auf der Tastatur vorhanden sind. Die Schrift durch den US-Amerikaner Dr. Alexander L. Sheff in großem Umfang revidiert und erschien erstmals 1951. Sheffs Fassung, die wegen der Zeichenveränderungen nur noch als Handschrift verwendet werden kann, dafür aber leistungsfähiger ist, unterscheidet sich stark von Dearborns Schrift. Es erfolgten auch Anpassungen für andere Sprachen, so z. B. für die spanische, italienische, portugiesische, flämische Sprache und in Afrikaans.
1965 erschien für die deutsche Sprache eine Bearbeitung von Alfred Gross, dem Leiter der Benedict-Sprachschule in Dortmund unter der Bezeichnung „ABC-Kurzschrift Speedwriting“. Die Kürzungsregeln sind auf die stenografischen Kürzungsgrundsätze ausgerichtet. Mit Speedwriting sollen 140 bis 180 Silben pro Minute erreicht werden können. Die Schrift hat sowohl im englischsprachigen Muttersystem als auch in der Anpassung für die deutsche Sprache ein ziemlich umfangreiches Regelwerk, was einen hohen Lernaufwand bedeutet.
1984 veröffentlichte Joe M. Pullis nach Emma Dearborn und Alexander L. Sheff die dritte Speedwriting-Version und änderte etliche Zeichen, Wortkürzel sowie teilweise das bisherige Regelwerk seiner Vorgänger.
Das Alphabet der Abbreviaturschrift Speedwriting verwendet die teilweise geänderten Buchstabenzeichen ausschließlich aus der Langschrift. Es gibt keine Mischung mit eigenen stenografischen Zeichen wie z. B. bei der Deutschen Notizschrift.

## Anpassung an die deutsche Sprache

### Verkürzungen
Es gibt eine große Anzahl von Verkürzungen. Die An- und Aufstriche der langschriftlichen Buchstaben werden weggelassen, ebenso Kopfschleifen bei Buchstaben am Wortanfang und Fußschleifen bei Buchstaben am Wortende. Die Punkte über i und j sowie der Querstrich des t entfallen. Das f wird wie in manchen Stenografiesystemen (z. B. Stiefografie) auch für v verwendet. Die Mitlautfolge chs wird aussprachegemäß durch x wiedergegeben. Der Buchstabe m erhält eine Sonderform. Grundsätzlich werden Hauptwörter und auch Eigennamen – wie sonst auch in allen Kurzschriftsystemen – nur klein geschrieben. Verkürzte Großbuchstaben werden lediglich als weitere Kürzel verwendet. Buchstaben, die für die Wiederlesbarkeit entbehrlich sind wie z. B. einfache Selbstlaute im Wortinneren und auch der zweite Selbstlaut bei einer Selbstlautfolge, entfallen. Die Doppellaute ei, ai, eu und äu werden durch y ersetzt. Statt ch schreibt man nur h, statt sch nur c. Das Komma wird für st verwendet, steht auf der Grundlinie und wird mit dem folgenden Buchstaben verbunden. Nachlaut-st wird abgesetzt und unter die Schreiblinie gesetzt, was jedoch Sonderregeln für einige Satzzeichen erforderlich macht. Nach b, ch, f, g, l, k und p darf Nachlaut-t weggelassen werden. Die Lautfolgen tz, tzt, ts, zt und tze im Auslaut werden durch z ersetzt.

### Kürzel
Für die häufigsten Wörter, Vorsilben und Nachsilben gibt es Kürzel; jedes Wort besteht nur aus einem oder ein paar Klein- oder Großbuchstaben. Der Punkt wird für „der“, „die“ (bei Mehrzahl Unterstreichung des Punktes), „das“ und „dass“ verwendet; hier zeigt sich – wie auch an anderen Stellen in der deutschen Anpassung – der Einfluss des amerikanischen Muttersystems: Punkt für das einzige englische Geschlechtswort „the“. Insgesamt weist das Kürzelverzeichnis 177 Kürzel für Wörter mit insgesamt 230 Bedeutungen auf. Zusätzlich gibt es noch Sonderformen für Grußformeln, Himmelsrichtungen, Wortgruppen u. a. Die Kürzelauswahl nach der Häufigkeit der Wörter richtet sich bei der deutschen Anpassung von Speedwriting eher nach amerikanischen Häufigkeitsstatistiken. Manche Kürzel weisen, wie auch in vielen Kurzschriften, Mehrfachbedeutung auf; in Speedwriting z. B. da = dir = du, es = sie, für = vor, gegen = gut, hab(t) = hat = heute, ich = im = in, kann = komm(e, en, t); die Erschließung erfolgt durch den Satzzusammenhang.

### Satzzeichen
Da der Punkt für verschiedene Kürzel bereits vergeben ist, wird der Satzschlusspunkt durch einen rechtsschrägen Schrägstrich (neuer Absatz zwei Schrägstriche) ersetzt. Wegen der Verwendung des Kommas für st wird das Komma in der Verwendung als Satzzeichen durch Durchstreichung (gilt auch für Strichpunkt) kenntlich gemacht.

### Lehrwerk
Die deutsche Speedwriting-Anpassung von Alfred Gross besteht aus fünf Lern- und Übungsbüchern im Umfang von 58 Seiten (Buch mit Diktattexten) bis 169 Seiten (Wörterbuch) je Band. Den Unterricht durften nur Lehrkräfte erteilen, die von der Deutschen Speedwriting-Zentrale autorisiert waren. Auch ein Fernunterricht wurde angeboten. Der Fernschüler musste sich verpflichten, das Lehrmaterial nicht an Dritte zu Unterrichtszwecken weiterzugeben.